# Nello Musumeci
Sebastiano Musumeci, detto Nello (Militello in Val di Catania, 21 gennaio 1955), è un politico italiano, dal 22 ottobre 2022 Ministro per la protezione civile e per le politiche del mare nel governo Meloni.
È stato presidente della Provincia di Catania dal 14 febbraio 1994 al 28 maggio 2003, europarlamentare dal 19 luglio 1994 al 14 luglio 2009, vicesindaco di Catania dal 4 giugno 2005 al 23 luglio 2007, sottosegretario di Stato al Ministero del lavoro e delle politiche sociali dal 15 aprile al 16 novembre 2011 nel governo Berlusconi IV e presidente della Regione Siciliana dal 18 novembre 2017 al 13 ottobre 2022.
Non ricandidato alla presidenza della Regione, alle elezioni politiche del 2022 viene eletto senatore tra le file di Fratelli d'Italia nel collegio uninominale di Catania.

## Biografia
Ha lavorato come bancario nel gruppo Unicredit ed è giornalista pubblicista dal 1977. Ha svolto gli studi universitari in scienze della comunicazione, laureandosi in Multimedialità della comunicazione all'Università Kore di Ennae poi ha conseguito una seconda laurea in Scienze politiche e sociali all’Università degli Studi di Catania.
Ha insegnato all'Istituto superiore di giornalismo di Acireale ed è tra i fondatori dell'ISSPE (Istituto Siciliano di Studi Politici ed Economici) di Palermo. È autore di alcuni saggi storici sulla Sicilia del Novecento e uno dei fondatori della Fondazione "Cardinale Dusmet" per sostenere le famiglie vittime degli usurai.

### Primi incarichi nel MSI
Entra in politica all'età di 15 anni nelle file della Giovane Italia, l'organizzazione del Movimento Sociale Italiano-Destra Nazionale (MSI). A vent'anni, viene eletto consigliere comunale nella sua città di origine, Militello in Val di Catania; successivamente mantiene lo stesso incarico nei Comuni di Gravina di Catania (1980) e Castel di Iudica (1983-1991), dove ricopre anche la carica di vicesindaco a coalizione di centro-destra.
Nel 1987 viene eletto, all'età di 32 anni, segretario provinciale del MSI di Catania. Ha poi rivestito il ruolo di consigliere provinciale di Catania dal 1990 fino al 1993, sempre nelle liste del MSI.

### Presidente della Provincia di Catania
Alle elezioni amministrative del 1994 si candida alla presidenza della Provincia di Catania con la sola lista del Movimento Sociale Italiano: al primo turno raccoglie il 32,6% dei voti e, dopo una campagna elettorale conclusa in «un indecoroso scambio di insulti e accuse sfociato in querele e sfide plateali», al ballottaggio del 13 febbraio supera nettamente con il 66,35% dei voti Stelio Mangiameli (33,65%), candidato di Cattolici Popolari e Patto per la Riforma, in un turno elettorale contraddistinto da una scarsissima affluenza (appena 39%) e oltre il 16% di schede nulle o bianche.
Musumeci amministrerà la provincia in quella consiliatura con una maggioranza consiliare di centro-sinistra.
Alle elezioni amministrative del 1998 verrà poi riconfermato presidente al primo turno (60,16%, contro il 38,01% del candidato di centrosinistra Rosario Pettinato) con più di 310.000 voti, sostenuto da una coalizione di centrodestra, che ottiene la maggioranza in consiglio. In qualità di presidente dell'ente provinciale, completa la restaurazione ed apre al pubblico le Ciminiere, luogo simbolo della città, crea il Museo Storico dello Sbarco in Sicilia e il Museo del Cinema. Resta in carica fino al 2002.
A gennaio 1995 confluisce in Alleanza Nazionale al congresso di Fiuggi, dove faceva parte della direzione nazionale. In seguito a reiterate minacce mafiose, ha vissuto sotto scorta della polizia per diversi anni.
Rimane presidente della Provincia fino alla scadenza del secondo mandato, nel maggio 2003.

### Elezione a europarlamentare
Alle elezioni europee del 1994 si candida al Parlamento europeo, tra le liste di Alleanza Nazionale nella circoscrizione Italia insulare, risultando eletto europarlamentare con 43.540 preferenze. Nel corso del mandato ha fatto parte delle commissioni per la pesca e per l'agricoltura e lo sviluppo rurale.
Successivamente viene rieletto alle elezioni del 1999 (con 78.830 preferenze) e del 2004 (con 116.732 preferenze), dove in quest'ultima tornata risulta il più votato di AN dopo Gianfranco Fini, Gianni Alemanno e Maurizio Gasparri, nonché il primo in Sicilia, e mantenendo la carica fino al 2009. All'Europarlamento ha fatto anche parte della Commissione per l'ingresso della Turchia nell'Unione europea.
In contemporanea a questi incarichi, durante e dopo la preoccupante eruzione dell'Etna del 2001 è stato commissario straordinario del governo per l'emergenza e la ricostruzione sul vulcano. 

### Anni successivi
Nel 2002 viene nominato coordinatore regionale di AN in Sicilia dal presidente del partito Fini, al posto del dimissionario Guido Lo Porto, eletto l'anno prima presidente dell'ARS, e rimanendo in carica fino al 2004 quando viene succeduto da Domenico Nania.
Dal 4 giugno 2005 al 23 luglio 2007 è stato vicesindaco e assessore nella giunta comunale di Catania guidata da Umberto Scapagnini.

### Alleanza Siciliana e La Destra
Nel settembre 2005 Musumeci, in polemica con Fini per la poca democrazia interna del partito, abbandona Alleanza Nazionale e fonda "Alleanza Siciliana", movimento autonomista di destra a carattere regionale, con cui, in occasione delle elezioni regionali in Sicilia del 2006, dopo essersi rifiutato di sostenere il presidente uscente di centro-destra Salvatore Cuffaro (in quel momento rinviato a giudizio per favoreggiamento aggravato alla mafia), si candida alla presidenza della Regione Siciliana, sostenuto dalla lista "Alleanza Siciliana", ottenendo il 5,27% dei voti contro il 53,09% di Cuffaro e il 41,64% della candidata di centro-sinistra Rita Borsellino.
Nel 2008 Alleanza Siciliana confluisce ne La Destra di Francesco Storace, dove il 6 dicembre Musumeci viene eletto vicesegretario nazionale dal Comitato centrale del partito, carica alla quale rinuncia l'anno successivo.
Alle elezioni politiche del 2008 si candida alla Camera dei deputati, per la lista La Destra - Fiamma Tricolore nelle circoscrizioni Sicilia 1 e Sardegna, ma non è stato eletto per via del pessimo risultato ottenuto dalla lista (2,43%), che non è riuscito a superare la soglia di sbarramento (del 4%) necessaria per eleggere parlamentari.

#### Candidatura a sindaco di Catania
Alle elezioni amministrative del 2008 Musumeci si candida a sindaco di Catania, sostenuto dalla lista civica Con Nello Musumeci per Catania (appoggiato da La Destra), ottenendo il 25,16% dei voti, superando il candidato del centro-sinistra Giovanni Burtone e sfiorando il ballottaggio col candidato sostenuto dal centro-destra Raffaele Stancanelli, che viene però eletto al primo turno. Musumeci viene comunque eletto consigliere comunale come il più votato della città, con oltre 4.000 preferenze, seguito dal senatore Enzo Bianco del centro-sinistra.
Termina il suo mandato di europarlamentare nel luglio 2009, dopo aver mancato la rielezione alle elezioni europee del 2009 nella lista L'Autonomia, nonostante le 59.774 preferenze nella circoscrizione Italia insulare.

#### Sottosegretario al lavoro e alle politiche sociali
Il 15 aprile 2011 il Consiglio dei ministri nomina Musumeci come sottosegretario di Stato al Ministero del lavoro e delle politiche sociali, in rappresentanza de La Destra. La cerimonia di giuramento si svolge il 19 aprile a Palazzo Chigi. Resta sottosegretario fino alle dimissioni del governo Berlusconi IV, avvenute nel novembre successivo.

### Corsa alla presidenza della Regione Siciliana del 2012
Il 22 agosto 2012 Musumeci annuncia, su proposta del leader di Grande Sud Gianfranco Miccichè, la sua ricandidatura alla presidenza della Regione Siciliana, sostenuto anche dalla Lista Musumeci, I Popolari di Italia Domani, Fareitalia e Alleanza di Centro. Due giorni dopo riceverà anche il supporto de Il Popolo della Libertà, diventando il candidato ufficiale del centro-destra, quando il 30 agosto anche Miccichè, uscito dalla coalizione, si candida a Presidente della Regione Siciliana sostenuto dall'uscente Raffaele Lombardo.
Il 29 ottobre 2012, ottenendo il 25,7% dei consensi, Musumeci viene sconfitto dal candidato del centro-sinistra Rosario Crocetta, che prende il 30,5%; Miccichè arriva invece quarto. Risulta comunque eletto deputato all'Assemblea regionale siciliana in quanto candidato presidente non eletto che ha ottenuto più voti.

#### Presidente della Commissione regionale antimafia
Aderente al gruppo regionale Lista Musumeci, il 23 maggio 2013 viene eletto all'unanimità presidente della Commissione regionale antimafia dell'Ars. In questa veste propone la creazione di un osservatorio europeo sul fenomeno delle mafie e chiede l’istituzione dell’ora della legalità per educare all'onestà i giovanissimi facendo cultura della legalità nelle scuole.
In concomitanza con la sua candidatura alle regionali del 2017 si dimette dalla presidenza della commissione antimafia per non cumulare i due ruoli.

#### #DiventeràBellissima
Nel settembre 2014, lasciato il partito di Storace, Musumeci è tra i fondatori del movimento civico siciliano #DiventeràBellissima, così denominato per richiamare una frase di Paolo Borsellino rivolta alla Sicilia e di cui è il leader. A febbraio 2017 il suo movimento lo propone alle primarie del centro-destra per la presidenza della Regione Siciliana, decise da tutte le forze politiche dello schieramento, poi annullate.

### Presidente della Regione Siciliana

#### Elezione alla presidenza della Regione

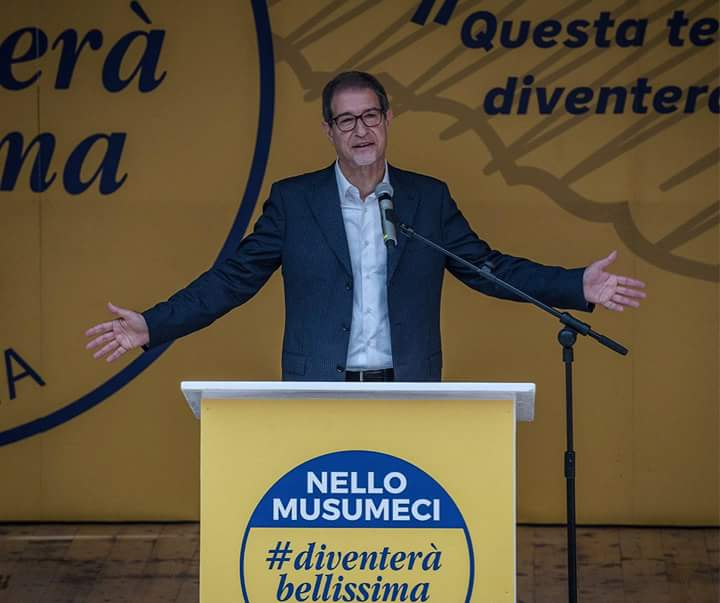
Musumeci apre la campagna elettorale del suo movimento

Dopo che Forza Italia, per via del coordinatore regionale nell'isola Gianfranco Micciché, rinuncia alle primarie della coalizione di centro-destra, si dimette nell'aprile 2017 da presidente dell'Antimafia regionale e ufficializza di aver deciso di candidarsi per la seconda volta alla presidenza della Regione Siciliana per le regionali del 5 novembre 2017, per il suo movimento #DiventeràBellissima.
Musumeci ottiene a luglio l'appoggio di Fratelli d'Italia - Alleanza Nazionale e Noi con Salvini (che si presentano in un'unica lista comune); in seguito anche Energie per l'Italia, Nuovo CDU e Movimento Nazionale per la Sovranità (che inseriscono propri candidati nella lista #DiventeràBellissima), ad agosto di Unione di Centro, Forza Italia. Infine a settembre di Cantiere Popolare, MpA e Idea Sicilia (che si federano nella lista unica Popolari e Autonomisti), Partito Liberale Italiano e Scelta Civica (anche questi ultimi due non presentano proprie liste, ma ottengono l'inserimento di propri candidati nelle liste di Forza Italia). Ottiene inoltre l'appoggio di Vittorio Sgarbi che, candidatosi in precedenza a Presidente della regione siciliana, rinuncia alla competizione, schierandosi a sostegno di Musumeci.
Il 5 ottobre presenta ufficialmente la sua candidatura e il listino del presidente; viene complessivamente sostenuto da 5 liste: Forza Italia, #DiventeràBellissima, Unione di Centro, Popolari e Autonomisti e Fratelli d'Italia-Noi con Salvini.
Il 5 novembre Musumeci vince le elezioni con il 39,85% dei voti (mentre le liste regionali ottengono il 42,04%), superando Giancarlo Cancelleri del Movimento 5 Stelle (34,65%) e Fabrizio Micari del centro-sinistra (18,65%), e diventa quindi Presidente della Regione Siciliana, insediandosi sabato 18 novembre. Ottiene inoltre le maggioranza all'ARS grazie ai 36 deputati (su 70) eletti dalla sua coalizione.

#### La giunta e i provvedimenti
L'articolo 9 dello Statuto speciale siciliano dal 2001 dà al presidente della Regione Siciliana il potere di nominare e revocare gli assessori da preporre ai singoli rami dell'Amministrazione regionale. Quello di Musumeci è il 59º Governo della Regione siciliana, nominato il 29 novembre 2017.
La giunta di Musumeci, formata da dieci uomini e due donne, si insedia l'indomani e il primo atto è il ricorso alla Corte Costituzionale contro l'impugnativa del Governo per l'elezione diretta dei presidenti delle province siciliane. Alcune sue ordinanze regionali sono state bocciate dal TAR perché violavano la Costituzione italiana
La giunta ha due nuovi assessori dopo le dimissioni di Figuccia (nel dicembre 2017, con interim dello stesso Musumeci) e di Sgarbi (nell'aprile 2018): Alberto Pierobon ai Rifiuti (dal 7 marzo 2018) e Sebastiano Tusa ai Beni Culturali, nel 2019 deceduto in un incidente aereo in Etiopia, e di cui Musumeci tiene l'interim fino al maggio 2020, fino alla nomina del leghista Alberto Samonà.
Nell'ottobre 2020 viene nominato, dalla presidenza del Consiglio dei ministri, Commissario straordinario per l'emergenza sanitaria in Sicilia.
A marzo 2021 assume l'interim della Salute, dopo le dimissioni di Ruggero Razza, indagato, che riprende il ruolo nel giugno dello stesso anno. A marzo 2022 prende l'interim dell'Istruzione dopo le dimissioni di Roberto Lagalla, candidatosi a sindaco di Palermo, che successivamente conferisce l'incarico al membro del suo partito Alessandro Aricò.
A giugno 2022 annuncia il suo ingresso in Fratelli d'Italia, mentre il 4 agosto presenta le dimissioni da presidente della Regione, in modo tale da far convergere nello stesso giorno, il 25 settembre, le elezioni politiche anticipate e le elezioni regionali siciliane, che sarebbero altrimenti state convocate circa 40 giorni dopo per la naturale scadenza del mandato di Musumeci, il quale resta in carica per gli affari correnti fino all'insediamento del prossimo presidente il 13 ottobre.
Il 10 agosto rende ufficiale che non si ricandiderà alla presidenza della Regione, a causa di scontri interni alla coalizione di centro-destra (la quale lo sostituirà con l'ex presidente del Senato Renato Schifani, che vincerà le elezioni regionali), in quanto la sua ricandidatura sarebbe stata promossa da Fratelli d'Italia ma non dal resto dei partiti.

### Ministro per la protezione civile e le politiche del mare

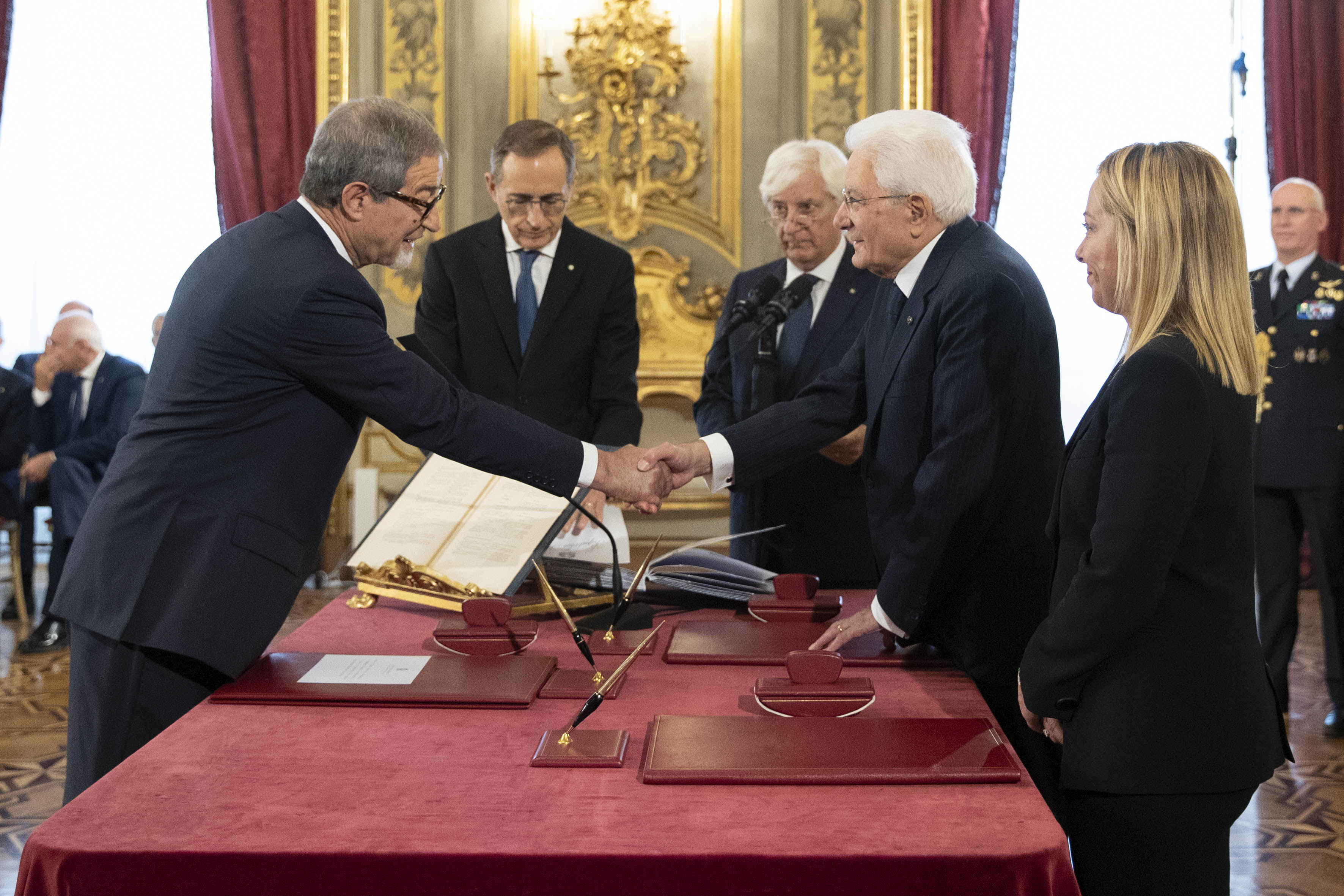
Musumeci giura come ministro nelle mani del Presidente della Repubblica Sergio Mattarella.

Alle elezioni politiche anticipate del 2022 viene candidato al Senato della Repubblica per Fratelli d'Italia sia nel collegio uninominale Sicilia - 04 (Catania), sostenuto dalla coalizione di centro-destra, che come capolista nel collegio plurinominale Sicilia - 02, risultando eletto senatore nell'uninominale con il 36,4% dei voti e superando i candidati del Movimento 5 Stelle Giuseppina Rannone (26,33%), di Sud chiama Nord Cateno De Luca (14,44%) e del centro-sinistra, in quota PD, Orazio Arancio (13,97%). Nella XIX legislatura è membro della 7ª Commissione Cultura e patrimonio culturale, istruzione pubblica, venendo sostituito per l'incarico di governo che occupa da Raffaele Speranzon.
Dopo la vittoria della coalizione di centro-destra alle elezioni, visti i positivi risultati elettorali di Fratelli d'Italia e il successivo incarico di formare un governo affidato a Giorgia Meloni, il 21 ottobre Musumeci è stato indicato quale ministro per le politiche del mare e il Sud. Il giorno successivo presta giuramento nelle mani del Presidente della Repubblica Sergio Mattarella come ministro nel governo Meloni. Il 10 novembre successivo, in seguito al Consiglio dei ministri dove si riordinano diverse competenze, Musumeci perde la delega al Sud (trasferita al ministro per gli affari europei, le politiche di coesione e il PNRR Raffaele Fitto), pur mantenendo quelle in materia di politiche del mare, e ottiene quella alla protezione civile.

## Vita privata
Ha avuto tre figli: Salvatore, Giuseppe (deceduto a 30 anni nel maggio 2013) e Giorgio.

## Coinvolgimento giudiziario indiretto
A marzo 2017, assieme ai deputati Nino D'Asero (NCD) e Raffaele Nicotra (PD), Musumeci viene coinvolto in una inchiesta su nove dipendenti di Riscossione Sicilia della Procura presso il Tribunale di Catania, con l'ipotesi di essere stato favorito in alcune procedure esecutive di pignoramento, provocando un danno erariale stimato in 390.000 euro. I due comunque non erano indagati. A settembre la posizione dei due deputati regionali è stata archiviata perché, secondo il GIP, "non vi è stato alcun trattamento di favore".

## Opere
- L'ambasciatore Anfuso. Duce, con voi fino alla morte, Catania, CE.S.PO.S, 1986.
- Ritorno di fiamma. La nascita del MSI a Catania, 1943-1948, Piano Tavola, Nuova Poligrafica, 1991.
- Castel di Judica. Dall'autonomia comunale al dopoguerra, Catania CE.S.PO.S, 1992.
- Militello dalla A alla Z, a cura di, Catania, Biblioteca della Provincia Regionale di Catania, 2003.
- Gaetano La Terza. Scritti e discorsi, Catania, CE.S.PO.S, 2005.
- Quelli della Fiamma. Storia fotografica del MSI in Sicilia, Catania, CE.S.PO.S., 2016
- La Sicilia bombardata, Rubbettino, 2023
- Gli italiani e i rischi naturali. Perché la prevenzione ci può salvare, Rubettino, 2024